# Шатерникова, Нина Яковлевна
Нина Яковлевна Шатерникова (16 (29) мая 1902, Москва — 27 ноября 1982, там же) — советская актриса театра и кино.

## Биография
Нина Яковлевна Шатерникова родилась 16 (29) мая 1902 года в Москве в семье земского врача Якова Михайловича Шатерникова (до 1915 года — Штейермана) и его жены Людмилы Васильевны, домохозяйки (урождённой Тропаревской, из духовного сословия).
В 1919 году поступила в только что созданную Государственную школу кинематографии, которую окончила в 1923 году.
Дебютировала в кино в 1919 году в фильме Ивана Перестиани «В дни борьбы».
В 1928 году познакомилась с кинорежиссёром Сергеем Юткевичем и вошла в состав его Экспериментального киноколлектива, снявшись в фильмах «Кружева» и «Чёрный парус». Творческое сотрудничество переросло в семейный союз.
В конце 1933 года исполнила свою первую роль в звуковом кино — княгиню Гагарину в фильме Александра Файнциммера «Поручик Киже».
В 1937—1941 годах — артистка Ленинградского театра комедии. В мае 1941 года переехала в Москву и была принята в штат киностудии «Союздетфильм», которая вскоре эвакуировалась в Сталинабад.
С июля 1945 года по 1959 год — артистка Театра-студии киноактёра.
С 1977 года жила в Доме ветеранов кино в Матвеевском.
Умерла 27 ноября 1982 года в Москве. Похоронена на Введенском (Немецком) кладбище (8 уч.).

## Семья
- Брат — Владимир Яковлевич Шатерников (1907—1971), инженер, руководитель спецбюро завода № 156, лауреат Сталинской премии третьей степени (1943).
- Муж — Сергей Иосифович Юткевич (1904—1985), кинорежиссёр.
- Дочь — Марианна Сергеевна Шатерникова (1934—2018), киновед.

## Фильмография
- 1919 — В дни борьбы  (короткометражный) — дочь кузнеца (фильм не сохранился)
- 1919 — Железная пята — эпизод (фильм не сохранился)
- 1920 — Хвеська — Хвеська (фильм не сохранился)
- 1920 — Дети учат стариков — Наташа, дочь Петра
- 1921 — Всё в наших руках — крестьянская девушка (фильм не сохранился)
- 1923 — Комедиантка — Люба, крепостная актриса
- 1924 — Долина слёз — Катунь (фильм не сохранился)
- 1926 — Борьба гигантов — Майка Корн, работница (фильм не сохранился)
- 1926 — Господа Скотинины — Софья
- 1927 — Яд — Марютка
- 1928 — Кружева — Маруся
- 1929 — Флаг нации — маленькая Дженни
- 1929 — Чёрный парус — Ирина
- 1930 — По ту сторону — Варя
- 1931 — Человек за бортом (фильм не сохранился)
- 1934 — Люблю ли тебя? — Верка (фильм не сохранился)
- 1934 — Поручик Киже — княгиня Гагарина
- 1936 — Юность поэта — княжна Эллен
- 1937 — Тайга золотая — Саша
- 1938 — Профессор Мамлок — доктор Инге
- 1939 — Станица Дальняя — Нюра
- 1943 — Лермонтов — княжна N
- 1948 — Суд чести — Пушкова, машинистка из канцелярии института экспериментальной медицины
- 1949 — У них есть Родина — женщина на аэродроме (в титрах не указана)
- 1954 — Дамы  (короткометражный) — жена учителя
- 1956 — Человек родился — врач роддома (в титрах не указана)
- 1958 — Маяковский начинался так... — мать поэта
- 1961 — Личное первенство  (короткометражный) — тётка Шелешнёва
- 1961 — Приключения Кроша — Наталья Павловна, классная руководительница